# Cerniat
Cerniat é uma comuna da Suíça, no Cantão Friburgo, com cerca de 344 habitantes. Estende-se por uma área de 33,73 km², de densidade populacional de 10 hab/km². Confina com as seguintes comunas: Charmey, Châtel-sur-Montsalvens, Corbières, Crésuz, Hauteville, La Roche, Plaffeien, Plasselb, Villarbeney, Villarvolard.
A língua oficial nesta comuna é o Francês.